# Hikikomori

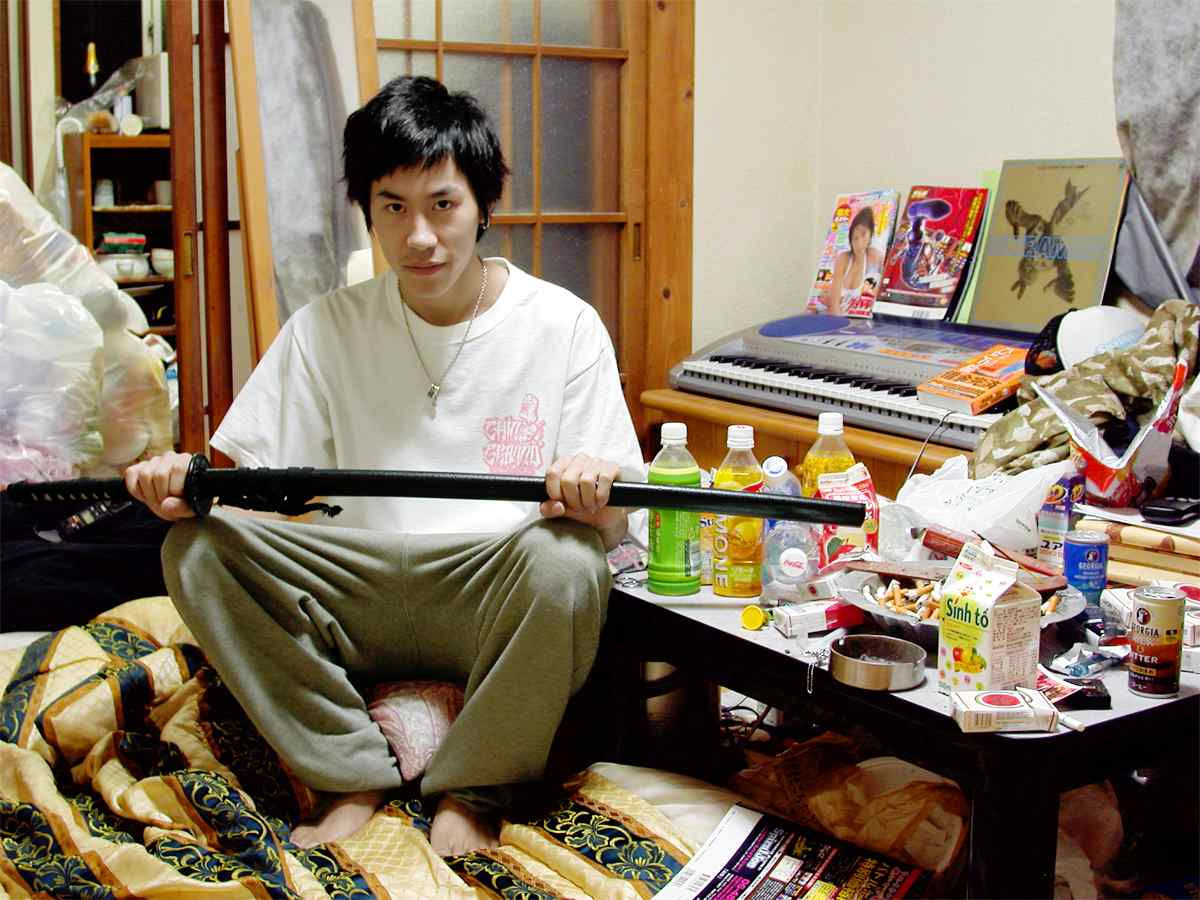
Egy hikikomori

A hikikomori (japánul: ひきこもり vagy 引き籠もり) szó jelentése körülbelül az, hogy „elzárva lenni”, és egy alapvetően Japánban megfigyelhető, több évtizedes társadalmi jelenség – és a hozzá köthető emberek – megnevezése. A japán egészségügyi minisztérium hivatalosan is definiálta a fogalmat; minden olyan személy, aki elzárkózik otthonába, és több mint 6 hónapig fenntartja ezt az állapotot. A hikikomorik vagy röviden csak hikkyk elbújnak a világ elől, és hónapokig, esetleg évekig (nagyon ritka esetekben akár több mint egy évtizedig) szó szerint alig mozdulnak ki a lakásukból. Ezt alapvetően az emberektől, emberi kontaktustól, az esetleges negatív reakcióktól való félelmük okozza, ezért a biztonságérzetet, a külvilág kizárását választják. Ilyenkor is például csak élelmiszerért mennek el a legközelebbi nonstop kisboltba, jellemzően sötétedés után, rejtve a nappali tömeg elől.
Tanulni, dolgozni nem járnak; ha mégis dolgoznának, az általában valamilyen nagyon egyszerű, otthonról is végezhető munka, vagy valami olyan, képesítést nem igénylő, de fizetett feladat, amihez minimális emberi kontaktus szükségeltetik. A hikikomorik vagy a szüleikkel élnek, vagy egy olcsóbb albérletben; utóbbi esetben a megélhetéshez szükséges pénz szülői forrásból és/vagy szociális juttatásokból származik. Idejüket olyan hétköznapi dolgokkal múlatják, mint a tévénézés, internetezés, videójátékozás, zenehallgatás, rajzolás, evés és sok alvás, általában egyéni, sajátságos időbeosztás szerint.
A visszahúzódás ezen formája nem kizárólag Japánra jellemző; amikor a BBC leadott egy műsort a hikikomorikról, több nézői visszajelzés is érkezett különböző nemzetiségű emberektől, akik közvetlen környezetükben találkoztak a jelenséggel.

## A pszichológiai háttér
Az ember köztudottan társas lény, szeret másokkal találkozni, ismerkedni, új barátokat, ismeretségeket szerezni, együtt szórakozni, és egyáltalán emberek közé menni, legalábbis ami az átlagot illeti. Azonban vannak olyanok is, akiknél gyökeresen más a helyzet. Ők nem jelennek meg az emberek között, nem látni őket nyilvános helyeken, a társadalom számára rejtve maradnak, létezésüket a családjukon kívül jóformán csak a különböző hivatalok adatbázisai tartják számon.
A hikikomorik félnek a külvilágtól, illetve a többi embertől, az esetleges negatív élményektől, hatásoktól. Nem egyik napról a másikra válnak zárkózottá, hanem legtöbbször egy hosszú, fokozatos folyamat részeként. Bár mindenkit érnek másokkal kapcsolatban különféle csalódások, kisebb-nagyobb rossz élmények a mindennapi életben, az erre hajlamos emberek nem tudják mindig átemelni magukat ezeken a hatásokon, és végül úgy döntenek, hogy nem kockáztatnak tovább, az abszolút biztonságot választják. Sok esetben a hikikomorik először úgynevezett futókoként (régebbi fogalommal tókókjohiként) kezdik az elidegenedést. Ezt magyarul talán „iskolakerülőnek” vagy „iskolaelutasítónak” nevezhetnénk, és értelemszerűen azt jelenti, hogy nem akarnak, nem járnak iskolába. Fontos azonban kiemelni, hogy részükről nem magával az iskolával, a tanulással van a baj, hanem az iskolai környezettel, a tanárokkal és a diákokkal. Gondolhatunk itt akár az együttműködés kényszerére, akár a személyes konfliktusokra.
Számos tényező közrejátszhat abban, hogy valaki hikikomori lesz. Az egyik legfőbb talán maga a japán társadalom és iskolarendszer jellege. A szigetországban nagyon fontos a hierarchia (az alá-fölé rendeltségi viszony) és a formalitás (a szabályok) követése. A társadalom konfuciuszi gyökerei bonyolult viselkedésrendszert és ezzel kötelességeket helyeznek a fiatalokra, ilyen az „én” és a „köz” éles elválasztása. A honne az egyén valós vágyainak, gondolatainak, akaratának összessége, amit nem oszt meg mindenkivel, és nem feltétlenül felel meg a társadalom elvárásainak (ekkor ez a nindzsó, „emberi érzés”), ami megfelel a normáknak és elvárásoknak (ami a giri, „kötelesség”), de nem biztos, hogy őszinte. Ennek a lényeges dualizmusnak a nem megfelelő elsajátítása is befolyásoló tényező lehet.
A társadalom „nagy egészének” szolgálata megkívánja a jó iskolai tanulmányokat is, ami sok tanulást és nehéz vizsgákat jelent, ez pedig nyomást gyakorol a tanulókra. Épp ennek enyhítésére csökkentette 1996-ban az oktatási minisztérium a heti tanítási napok számát 6-ról 5-re, és emiatt törölt két tárgyat a napi órarendből. Ettől függetlenül a jobb iskolákba (általános, közép- és felső szinten egyaránt) csak meglehetősen komoly tesztek után lehet csak bejutni, így sok diákot privát felkészítő iskolákba (dzsuku) járatnak a szülei, nehogy elbukjanak és szégyent hozzanak a családra. Itt említendőek még az iskolai bántalmazások, „szekálások” – fizikai és lelki értelemben – is, amik csak rontanak a helyzeten. A tanulmányok végeztével sem szűnik meg a folyamatos stressz; a pályakezdő fiatalok nehezen találnak jól fizető, biztos munkát Japán álláspiacán, ami ellehetetleníti a hazulról elköltözést és az esetleges családalapítást.
Egyes kutatók összefüggésbe hozzák a jelenséget olyan mentális betegségekkel, mint pl. az elkerülő személyiségzavar (AvPD), a szociális szorongásos zavar/szociális fóbia (SAD/SP), a klinikai/
unipoláris depresszió (MDD), a poszttraumatikus stressz szindróma (PTSD), illetve az ún. pervazív fejlődési zavarok (PDD) családjába tartozó idegrendszeri betegségek, mint amilyen az autizmus vagy az Asperger-szindróma.
Ez a jelenség egy ördögi kört alkot, hiszen ahogy a hikikomori régi barátai (ha voltak egyáltalán) lemorzsolódnak, úgy egyre jobban magukba fordulnak, és egyre kevesebb értelmét látják a külvilágnak.

## A közvéleményben
Egy másik fontos tényező a hikikomorik helyzetében az általános társadalmi megbélyegzés, lesajnálás, illetve undor, ami csak erősíti félelmeiket. A média 2000-ben hikikomoriként említve számolt be egy 17 éves fiúról, aki eltérített egy buszt, és megölte az egyik utast. Mint kiderült, az elkövető tényleg hikikomori volt, szülei pedig két hónapos megfigyelésre beadták egy elmegyógyintézetbe az eset előtt. A fiú ezt árulásnak érezte, és vélhetőleg ezért szánta rá magát a tettre.
Később a média több esetben is minden alapot nélkülözve hikikomorinak minősített olyan (egyébként súlyos mentális zavarban szenvedő) embereket, akik szörnyű bűnöket követtek el – egy kislány elrablása és fogva tartása évekig, valamint egy brutális gyilkosságsorozat, ahol szintén kislányok voltak az áldozatok. A helytelen információk miatt a közvélemény szemében meghonosodott az a tévképzet, hogy a hikikomorik erőszakos és elmezavaros őrültek.

## A populáris kultúrában
Mérsékelten pozitív hikikomori karakterek előfordulnak (főleg otakuknak szánt) animékben és mangákban, valamint egyes filmekben és videójátékokban is.
- N.H.K. ni jókoszo! (regény, manga, anime), egy hikikomori mindennapjairól szól, ami egy lány hatására kezd drasztikusan megváltozni (a történet írója maga is hikikomori volt)
- Rozen Maiden (manga, anime): Szakurada Dzsun (mint főszereplő)
- Hajate no gotoku! (manga, anime): Szanzenin Nagi (mint főszereplő)
- Szajonara, Zecubó-szenszei (manga, anime): Komori Kiri (mint mellékszereplő)
- Chaos;Head (vizuális regény, manga, anime): Nisidzso Takumi (mint főszereplő)
- The Wallflower (manga, anime, dorama): Nakahara Szunako (mint főszereplő)
- Cat Street (manga, dorama): Aojama Keito (mint főszereplő)
- Szundome (manga, film): Aiba Hideo (mint főszereplő)
- A .hack videójáték-, manga- és animeuniverzumban: Endrance (mint mellékszereplő)
- Mekakucity Actors, Kagerou Project/Heat-Haze Days (vocaloid, manga, anime): Kiszaragi Sintaró (mint főszereplő)
- No Game No Life (manga, anime): Siro és Szora (mint főszereplők)
- Omori (videójáték): Sunny (mint főszereplő)

Yume Nikki néven egy dódzsin (amatőr) videójáték, Loner címen pedig egy koreai horrorfilm is feldolgozta a hikikomorik témáját. A Tokió! (2008) című háromrészes francia–japán játékfilm harmadik, Bong Joon-ho által rendezett Shaking Tokyo című szegmensének hőse egy hikikomori.